# EBird
eBird est une base de données en ligne fournissant aux scientifiques ainsi qu'aux ornithologues amateurs des informations en temps réel sur l'abondance et la distribution des oiseaux. À l'origine, cette base de données était restreinte à l'Amérique du Nord, mais elle a été élargie en 2008 pour inclure la Nouvelle-Zélande, et couvre la planète entière depuis juin 2010.
Les créateurs de eBird se sont inspirés de ÉPOQ, acronyme de « Étude des populations d’oiseaux du Québec », une base de données créée en 1975 par Jacques Larivée, un professeur d'informatique au Cégep de Rimouski et ornithologue amateur, avec l'aide d'André Cyr, professeur de biologie à l'université de Sherbrooke.